# African Journal of Educational Studies in Mathematics and Sciences
 (avril 2019).
L'African Journal of Educational Studies in Mathematics and Sciences est une journal à comité de lecture couvrant le domaine de l'enseignement des mathématiques et des sciences.